# 提乌德贝尔特一世

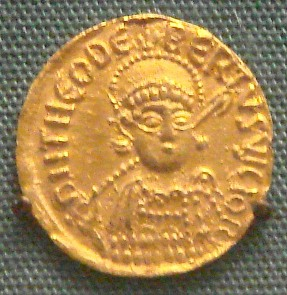
提乌德贝尔特一世的硬币，534–548.

提乌德贝尔特一世（法語：Thibert or Théodebert，500年－547或548年），从533年直到548年死亡是墨洛温王朝的奥斯特拉西亚国王。他是提乌德里克一世的儿子和图德巴得的父亲。

## 生平
提烏德貝爾特在父親提烏德里克一世在位期間，顯露他是一位出色的戰士。約516年，提烏德貝爾特為父親打敗及擊殺入侵高盧北部的丹麥國王。其後，他再在塞普提曼尼亞打敗西哥德人而聲名顯赫。
當父親於533年逝世後，提烏德貝爾特需要打敗希爾德貝爾特一世及克洛泰爾一世兩名叔父才可繼承王位。最終，他的軍事實力說服了叔父希爾德貝爾特一世放棄爭鬥並立他為繼承人。當二人準備合力擊倒克洛泰爾一世，因風暴打擊他們的軍隊，最後與克洛泰爾一世議和。
在法蘭克王國之間的關係恢復後，提烏德貝爾特一世發現自己捲入了哥德戰爭。拜占庭皇帝查士丁尼一世在意大利試圖制服東哥德人時，查士丁尼一世看到提烏德貝爾特一世是一個理想的盟友：查士丁尼一世願意付出代價令奧斯特拉西亞登陸在意大利北部進攻東哥德人令他們兩面受敵，可惜提烏德貝爾特一世證明了他是一個不可信任的盟友，法蘭克軍隊將哥德戰爭視為掠奪的機會，並有機會索取意大利北部。查士丁尼一世被迫與打撃東哥德人一樣打擊法蘭克人。
提烏德貝爾特一世在歐洲舞台上展現了他的力量。在他的信件中顯示他向奧斯特拉西亞四周的大量土地提供聲稱索取，包括拜占庭帝國的土地。自羅馬帝國衰落之後，法蘭克王國一直對拜占庭皇帝表現出一定的尊敬，但是，蘇德伯特拒絕承認他的臣屬地位，比如說，他打破了帝國的傳統鑄造印上自己肖像的金幣。迄今為止，以前的法蘭克國王尊敬拜占庭皇室多數會以拜占庭皇帝的肖像鑄造金幣。也不奇怪，根據一些記載，君士坦丁堡流傳拜占庭人懷疑提烏德貝爾特一世策劃入侵色雷斯的傳言。
當時與其他法蘭克統治者一樣，提烏德貝爾特一世隨着自己的心意娶了幾位妻子。作為他父親王國的繼承人，他被迫與倫巴底國王的女兒威斯加德訂婚。 這種政治比賽對於墨洛温王朝的國王是很少見的。提烏德貝爾特一世其後為了一名在高盧南部高盧羅馬的女子而拋棄威斯加德。不過，他的支持者對於威斯加德的待遇並不滿意，也許是因為政治方面的原因，希望說服提烏德貝爾特一世把她帶回來。威斯加德雖然很快就死了，而且烏德貝爾特一世又再婚。
提烏德貝爾特一世除了被公認為出色的戰士外，他的虔誠亦有被都爾的額我略在法蘭克人史中記載，歌頌他對高盧教會的贊助。
提烏德貝爾特一世在他統治的第14年（547年底或548年初）逝世，而他的兒子圖德巴得在與墨洛温王朝的傳統相反下，和平而沒有爭議下繼承了國王之位。